# 44574 Лаворатті
44574 Лаворатті (44574 Lavoratti) — астероїд головного поясу, відкритий 4 квітня 1999 року.
Тіссеранів параметр щодо Юпітера — 3,546.